# Transporte Aéreo Militar Uruguayo
El Transporte Aéreo Militar Uruguayo (TAMU) fue un organismo dependiente de la Fuerza Aérea Uruguaya que ofreció vuelos regulares de pasajeros y carga al interior de Uruguay.

## Historia
TAMU fue fundado en 1959 por iniciativa del Brigadier Conrado A. Sáez, inspector general de la Fuerza Aérea en ese entonces. Este organismo tenía como función ofrecer vuelos regulares de pasajeros y carga al interior del país en cumplimiento del plan de acción cívica esbozado por el Comando del ente.

## Funciones
Las misiones encomendadas al servicio fueron:
- Extender facilidades de transporte aéreo a las regiones de menor progreso del país, fomentando su desarrollo económico, social y cultural.
- Establecer facilidades de comunicaciones con las guarniciones militares más alejadas.
- Auxiliar y apoyar a las entidades públicas nacionales en el transporte de funcionarios, personal, entrega de carga, correspondencia y otros servicios diversos.

## Líneas de vuelo
Como material de vuelo los servicios fueron operados por los C-47s de la Fuerza Aérea Uruguaya, desplegados en los Grupos de Transporte n.º 3 y n.º 4. Los vuelos fueron inicialmente totalmente gratuitos y fueron establecidos en dos frecuencias semanales los días martes y viernes. Los destinos servidos por estos vuelos eran los siguientes:
- Martes: Montevideo - Treinta y Tres - Melo - Rivera - Tacuarembó
- Viernes: Montevideo - Paysandú - Salto - Bella Unión - Artigas

Paralelamente a estos vuelos regulares, otros servicios especiales eran ofrecidos tanto para destinos interiores así como también al exterior del país.
En 1961 se estableció una frecuencia mensual hacia la Argentina, la cual tenía lugar el primer miércoles de cada mes. Ese mismo año también se estableció un servicio similar hacia Brasil, el cual partía el segundo miércoles de cada mes. Hacia 1962, se extendieron los servicios hacia Paraguay y Bolivia, cumpliéndose estos los cuartos miércoles de cada mes. El vuelo incluía Asunción en Paraguay y Santa Cruz en Bolivia, extendiéndose luego hasta Cochabamba. Los vuelos a Bolivia fueron suspendidos en 1966. Los servicios a Chile fueron establecidos en 1963, con partida cada tercer miércoles del mes. En 1964 fue proyectado extender este servicio hasta Perú, pero la idea no se concretó.
En 1970 se autorizó el cobro de una tasa a todo pasajero viajando con TAMU. El organismo había asumido desde ese año la misión de volar las rutas interiores nacionales, después de que PLUNA suspendiera dichos servicios, considerados necesarios para el desarrollo nacional, en 1968. Fueron establecidas 17 frecuencias semanales al interior del país. 
En 1971 PLUNA retiró sus DC-3s (CX-AFE, CX-AQC, CX-AIJ y CX-AGD) y estos pasaron a formar parte de la Fuerza Aérea Uruguaya bajo los indicativos FAU 522, FAU 523 y FAU 524, respectivamente. El CX-AGD "Rivera" fue reservado como fuente de piezas de recambio. En total, y desde 1947, la Fuerza Aérea Uruguaya tuvo en servicio 21 de esos aviones, siendo retirado el último (el FAU 514) en 1988. 
Esta adición a la flota del Grupo de Aviación 3, que sumaba en 1970 14 aviones C-47 y DC-3, permitió una mayor flexibilidad del servicio, reforzada además en ese año con la llegada de aviones Fokker F27 y Fairchild Hiller FH-227 para el Grupo de Aviación n.º 4.
En 1973 TAMU transportó 43.753 pasajeros, 2.415 de ellos al exterior. El siguiente año se adquirió una oficina en la calle Colonia n.º 959 para recibir, informar y atender a los pasajeros. Asimismo ese año fue adquirido un autobús para realizar el transporte de pasajeros desde la sede de TAMU hacia el Aeropuerto Internacional de Carrasco.

## Frecuencias
Hacia 1974 las frecuencias eran las siguientes:
INTERIOR
Viernes: 
- Montevideo - Paysandú - Salto - Artigas - Rivera (cada 15 días)
- Montevideo - Melo - Rivera - Artigas (cada 15 días)
- Montevideo - Durazno (semanal)

EXTERIOR
- Primer miércoles: Montevideo - Buenos Aires
- Mes impar: Montevideo - Porto Alegre - Río de Janeiro (segundo miércoles) y Montevideo - Asunción (cuarto miércoles)
- Mes par: Montevideo - Santiago de Chile (tercer miércoles)

## Desmantelamiento y cese de operaciones
En 1981 fueron recibidos los aviones CASA C-212, los cuales junto a otros servicios propios a la FAU pasaron a suplantar a los C-47 en algunos vuelos. Hacia 1988 y con la baja de los C-47, los servicios eran brindados con los aviones CASA C-212, Embraer 110 (C-95), Fokker F27 y Fairchild Hiller FH-227, realizándose los vuelos los días lunes, miércoles y viernes.  
Sus operaciones cesaron en 2003, tras la publicación del Decreto N.º 275/003 de 08/07/2003, derogando el decreto N° 399/983 de 25/10/1983 «Aprobación del reglamento de organización y funcionamiento de la Dirección del Transporte Aéreo Militar Uruguayo».

## Antiguos destinos

### Destinos nacionales
| Países  | Destinos       | Aeropuertos                                 |
| ------- | -------------- | ------------------------------------------- |
| Uruguay | Artigas        | Aeropuerto Internacional de Artigas         |
| Uruguay | Bella Unión    | Aeropuerto de Bella Unión                   |
| Uruguay | Durazno        | Aeropuerto Internacional Santa Bernardina   |
| Uruguay | Melo           | Aeropuerto Internacional de Cerro Largo     |
| Uruguay | Montevideo     | Aeropuerto Internacional de Carrasco (HUB)  |
| Uruguay | Paysandú       | Aeropuerto Internacional Tydeo Larre Borges |
| Uruguay | Rivera         | Aeropuerto Internacional Óscar D. Gestido   |
| Uruguay | Salto          | Aeropuerto Internacional Nueva Hespérides   |
| Uruguay | Tacuarembó     | Aeropuerto Departamental de Tacuarembó      |
| Uruguay | Treinta y Tres | Aeropuerto Departamental de Treinta y Tres  |

### Destinos internacionales
| Países    | Destinos          | Aeropuertos                                    |
| --------- | ----------------- | ---------------------------------------------- |
| Argentina | Buenos Aires      | Aeroparque Jorge Newbery                       |
| Bolivia   | Cochabamba        | Aeropuerto Internacional Jorge Wilstermann     |
| Bolivia   | Santa Cruz        | Aeropuerto Internacional Viru Viru             |
| Brasil    | Porto Alegre      | Aeropuerto Internacional Salgado Filho         |
| Brasil    | Río de Janeiro    | Aeropuerto Internacional de Galeão             |
| Chile     | Santiago de Chile | Aeropuerto Internacional Arturo Merino Benítez |
| Paraguay  | Asunción          | Aeropuerto Internacional Silvio Pettirossi     |

## Accidentes e incidentes
- El 20 de junio de 1977, un Embraer EMB 110 Bandeirante (CX-BJE/FAU 584) que cubría la ruta Montevideo - Salto, se estrelló tras chocar con unos árboles en un campo de naranjos, cuando se aproximaba al Aeropuerto Internacional Nueva Hespérides.  De las 15 personas que iban a bordo, fallecieron sus dos pilotos y tres pasajeros. El avión quedó destruido.[3]
- El 10 de febrero de 1978, un avión Douglas C-47A Skytrain (CX-BJH/FAU 511) se accidentó segundos después de despegar de la pista de aterrizaje del Aeropuerto de Artigas en un vuelo nacional de pasajeros con destino al Aeropuerto Internacional de Carrasco en Montevideo. Las 44 personas a bordo fallecieron a consecuencia del accidente (6 tripulantes y 38 pasajeros). Fue el peor accidente de aviación en la historia de Uruguay hasta esa fecha y el segundo actualmente. Es el segundo peor accidente involucrando un DC-3 en el mundo.[4]
- El 25 de febrero de 1991, un Embraer EMB 110 Bandeirante (CX-BJK/FAU 581) que cubría la ruta Durazno - Montevideo, debió realizar un aterrizaje forzoso en un campo de árboles frutales cerca del Aeropuerto Internacional Ángel S. Adami de Melilla, Montevideo, después de quedarse sin combustible. El avión quedó destruido, pero no se registraron víctimas entre sus 21 pasajeros.[5]

## Flota histórica
| Aeronaves                   | Total | Introducido | Retirado | Matrículas                             |
| --------------------------- | ----- | ----------- | -------- | -------------------------------------- |
| CASA C-212 Aviocar          | 2     | 1981        | 2003     | CX-BPJ y CX-BPI                        |
| Douglas C-47 Skytrain       | 5     | 1959        | 1988     | T-524, CX-AFE, CX-AQC, CX-AIJ y CX-AGD |
| Embraer EMB 110 Bandeirante | 3     | 1975        | 1993     | CX-BJK, CX-BJJ y CX-BJE                |
| Fairchild Hiller FH-227     | 1     | 1971        | 1993     | CX-BHX                                 |
| Fokker F27 Friendship       | 1     | 1970        | 1999     | T-561                                  |